# Carl Kristoffer Arfwedson

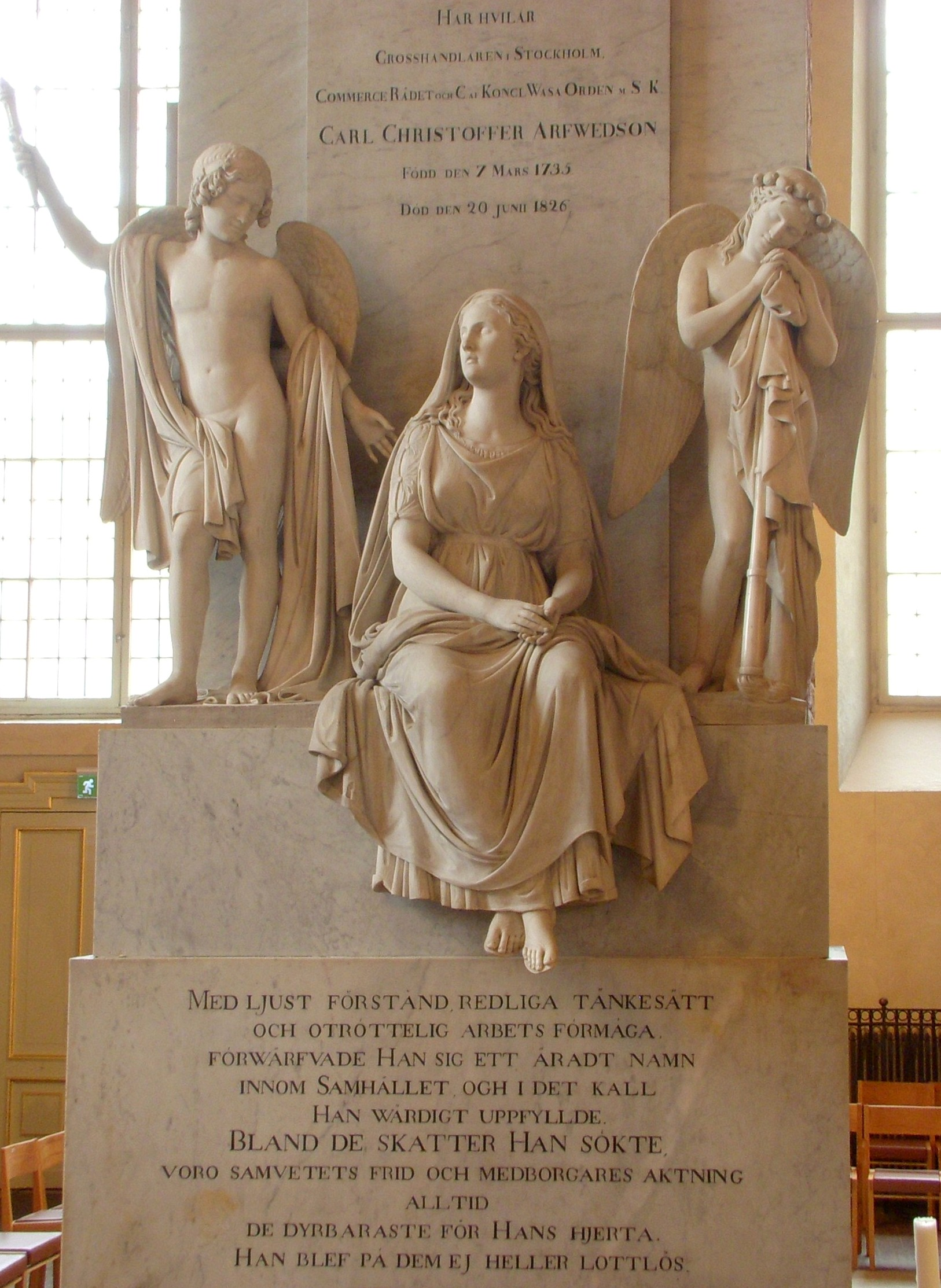
Carl Christoffer Arfwedsons epitafium i Storkyrkan, Stockholm.

Carl Kristoffer Arfwedson, född 7 mars 1735 och död 20 juni 1826 var en svensk köpman och chef för ett av 1700-talets största och mest ansedda svenska handelshus.

## Biografi
Carl Kristoffer Arfwedson var son till handelsmannen Abraham Arfwedson och hans hustru Maria Elisabeth Pauli. Redan under faderns tid hade handelshuset Arfwedson blivit ett av Sveriges mest betydelsefulla, och Carl Kristoffer Arfwedson anställdes tidigt på faderns kontor. År 1762 skickades till England för att där gå i handelslära. Efter återkomsten till Sverige och några år biträtt fadern startade han eget, och ingick 1771  partnerskap med släktingen Anders Tottie, under namn av firma Tottie & Arfwedson. 
Firman lyckades väl i konkurrensen och vann anseende som Sveriges mest betydelsefulla under 1700-talet. Förutom en betydande metallexport och rederirörelse bedrev bolaget huvudsakligen bankir- och förlagsverksamhet. Som ordförande inom borgerskapets äldste bidrog Arfwedson 1788 verksamt till den kungatrogna stämningen bland huvudstadens borgerskap och belönades 1789 av kungen med titeln kommerseråd.
Arfwedson var en av de större delägarna i Västindiska kompaniet. Han förordnades även till dess direktör vilket också innebar att vara styresman över den svenska kolonin i Saint-Barthélemy. Han utnämndes även till ledamot i styrelsen över generaldiskontverket och sjöförsäkringsöverrätten, och var så gott som given ledamot i alla kommittéer av mer tillfällig art som under hans verksamhetstid tillsattes. Han blev även ledamot av Kungliga Vetenskapsakademien.
Arfwedson placerade delar av sin stora förmögenhet i bruk och säterier och hade på de senare omfattande nyodlingar. Han åtnjöt med sin omutliga hederlighet, sin ekonomiska försiktighet och sitt patriotiska medborgarsinne en utomordentlig auktoritet och hans dyrbara hem (Skeppsbron 20) utgjorde en omtyckt samlingsplats för huvudstadens köpmannaaristokrati, den s. k. skeppsbroadeln. Han uppträdde även som konstmecenat och var en av Sergels pålitligaste vänner.